# NGC 1559
NGC 1559 (другие обозначения — ESO 84-10, AM 0417-625, PGC 14814) — спиральная галактика с перемычкой (SBc) в созвездии Сетка.
Этот объект входит в число перечисленных в оригинальной редакции «Нового общего каталога».
В галактике вспыхнула сверхновая SN 2005df типа Ia, её пиковая видимая звездная величина составила 13,8.
В галактике вспыхнула сверхновая SN 1986L типа II, её пиковая видимая звездная величина составила 13,5.
В галактике вспыхнула сверхновая SN 2009ib типа IIP, её пиковая видимая звездная величина составила 14,7.